# Verneuil-Petit
 Verneuil-Petit  es una población y comuna francesa, en la región de Lorena, departamento de Mosa, en el Distrito de Verdún y cantón de Montmédy.

## Demografía
| 62 | 69 | 79 | 70 | 64 | 80 |
| Para los censos de 1962 a 1999 la población legal corresponde a la población sin duplicidades (Fuente: INSEE [Consultar]) |    |    |    |    |    |